# 鹿の子絞り

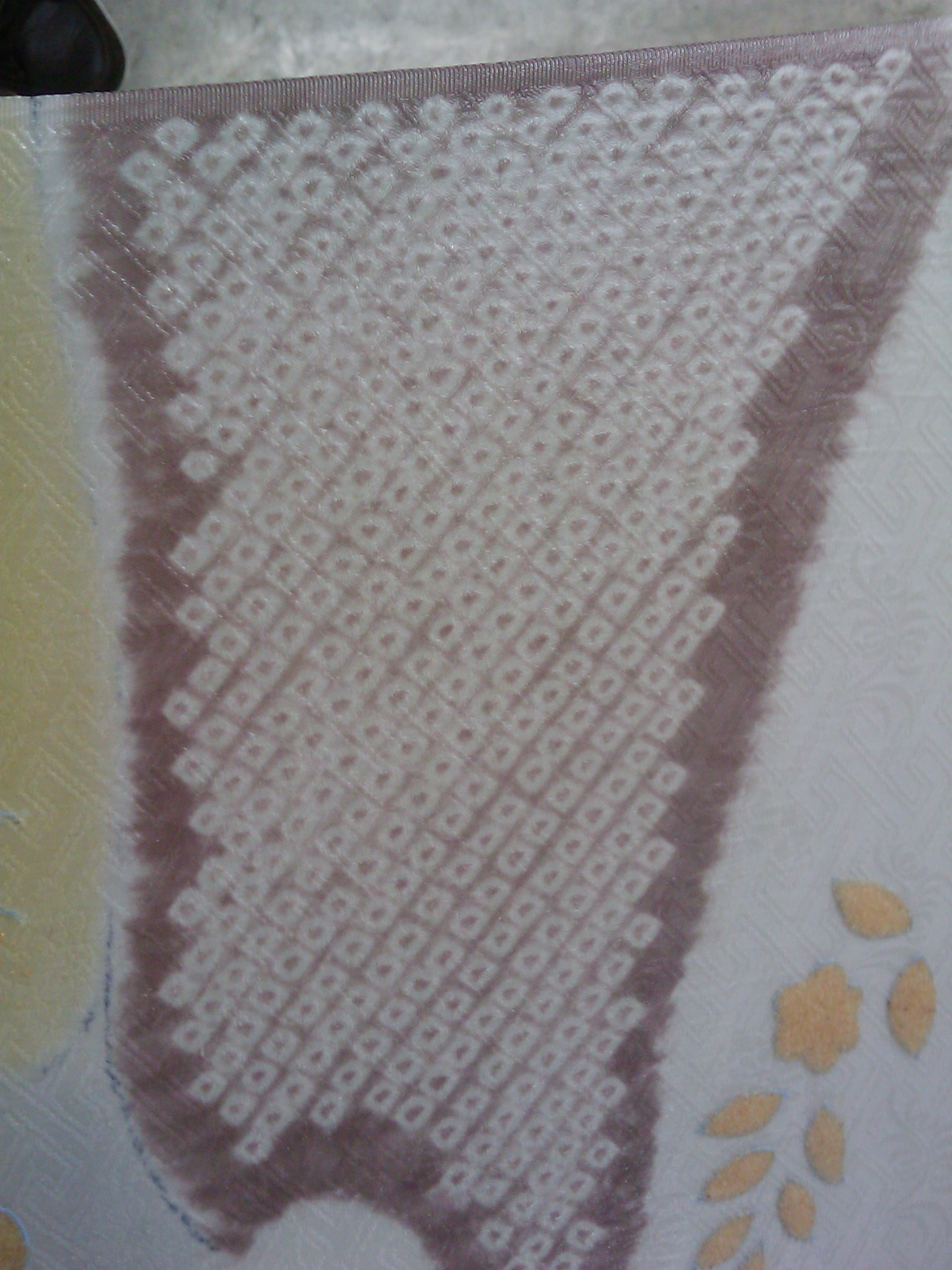
正絹の生地に施された鹿の子絞り（製作途中の京染）

鹿の子絞り（かのこしぼり）とは、絞り染めの一種。絹織物に多種のくくり技法と染め分け技法を用いて施す模様染めである。目結（めゆい）、纐纈（こうけち）ともいう。総絞りにした模様が小鹿の背のまだらに似ていることからその名で呼ばれる。

## 歴史
その原型は奈良時代にさかのぼり、江戸時代以降に本格的に発展、現在でも主に和装向けの高級品として流通している。非常に手間のかかる模様であり、江戸時代には鹿の子絞りで模様を全面に施した「総鹿の子」が贅沢品として規制されることもあった。鹿の子絞りの中でも京都で生産される絹の布に鹿の子を施したものは「京鹿の子絞」と呼ばれ、昭和51年（1976年）には国から伝統工芸品に指定されている。